# Mistrzostwa Europy w Wioślarstwie 1894
2. Mistrzostwa Europy w Wioślarstwie odbyły się w dniu 16 września 1894 r. we francuskim Mâcon. Zawodnicy rywalizowali w 4 konkurencjach wioślarskich na przepływającej przez miasto rzece Saonie. 

## Medaliści
| Konkurencja                 | Złoto | Srebro | Brąz | Źródło      |
| --------------------------- | --- | --- | --- | ----------- |
| M1x (jedynka)               | Maurice Gresset | Vittorio Leone | Edouard Lescrauwaet | [ 1 ] [ 2 ] |
| M2+ (dwójka ze sternikiem)  | Belgia Edouard Lescrauwaet · Auguste Lescrauwaet                                                                       | Włochy Vittorio Leone · Federico Costa | Francja | [ 3 ]       |
| M4+ (czwórka ze sternikiem) | Francja Jules Demaré · Clément Dorlia · Paul Cocuet · Gabriel Sartori                                                  | Włochy Luigi Rossi · Giuseppe Gribaudi · Ferruccio Somaglia · Attilio Chiantore                                                                   | Austro-Węgry (Triest) Dante Sandinelli · Ugo Bonazza · Guido Calzabar · Ermanno Girardelli · Guido Jellersitz (sternik)                                                      | [ 5 ] [ 2 ] |
| M8+ (ósemka)                | Francja Jules Demaré · Clément Dorlia · Paul Cocuet · Gabriel Sartori · E. Lepron · Dupont · Sablier · Octave Bouttemy | Włochy Luigi Rossi · Giuseppe Gribaudi · Ferruccio Somaglia · Augusto Lange · Carlo Carbone · Mario Ostorero · Giovanni Lenti · Attilio Chiantore | Belgia Louis Choisy · Paul de Gottal · Octave Schepens · Léonce Roels · Raymond Roels · Gustave Brandes · Prosper Bruggeman · Victor de Bisschop · van Hemelberghe (sternik) | [ 6 ] [ 2 ] |

## Klasyfikacja medalowa
| Miejsce | Reprezentacja         | Złoto | Srebro | Brąz | Razem |
| ------- | --------------------- | ----- | ------ | ---- | ----- |
| 1.      | Francja               | 3     | 0      | 1    | 4     |
| 2.      | Belgia                | 1     | 0      | 2    | 3     |
| 3.      | Włochy                | 0     | 4      | 0    | 4     |
| 4.      | Austro-Węgry (Triest) | 0     | 0      | 1    | 1     |
| Razem   | Razem                 | 4     | 4      | 4    | 12    |